# Felhő Rózsi
Felhő Rózsi, Wachmann Róza (Krakkó–Podgórze, 1878. április 3. – Budapest, 1963. február 27.) operetténekesnő.

## Életútja
Anyja Wachmann Laura. Rákosi Szidi színésziskoláját látogatta, majd a zenekonzervatóriumot befejezve, 1896-ban a Magyar Színházhoz szerződött. 1898-ban Győrbe kapott szerződést Dobó Sándorhoz, majd Pápán és Székesfehérvárott működött. 1900-ban Aradon férjhez ment Koltai Vidos Dániel honvédhadnagyhoz. 1902–03-ban Makó Lajos társulatában játszott Nyíregyházán és Orosházán, majd 1903–05-ben Debrecenben. 1904–05-ben Zilahy Gyula társulatánál szerepelt Aradon. 1906 és 1911 között Szegeden aratta sikereit. 1907. február 2-án mint vendég fellépett a Magyar Színházban, a Víg özvegyben. 1912-ben a budapesti Modern Színpadhoz hívták meg (Nagy Endre igazgatása alatt). 1915-ben hosszabb ideig Münchenben vendégszerepelt. 1916-ban a Royal Orfeum tagja volt; ezután több más fővárosi kabarénál működött. 1924. augusztus 23-án bemutatkozott a Fővárosi Operettszínházban, a Párisi kis leány című operettben, komikai szerepben. 1929-ben a Fővárosi Operettszínházban, 1930 és 1935 között a Komédia Orfeumban, 1935-ben a Royal Revüszínházban, majd 1936-37-ben újfent a Komédiában játszott. Ezt követően származása miatt nem léphetett színpadra.

## Filmszerepei
- Ben Kolombusz (1921) – Keszeiné
- Döntő pillanat (1938) – idős színésznő